# Список репресованих українських письменників
Спи́сок репресо́ваних украї́нських письме́нників
Дослідник української радянської літератури Іван Кошелівець подав у своїй книжці «Сучасна література в УРСР» такий підрахунок 
| Подаючи відомості про загибель українських письменників від сталінського терору, ми змушені оперувати числами неточними, явно применшеними, і коли кажемо, що на остаточні підсумки все ще не прийшов час, то хто зна — як прийде він, чи не буде вже запізно, коли помруть і живі свідки, які могли б подати відомості про загибель того чи іншого письменника… |

## Перше покоління (народжені до 1901)
У книзі «Україна і Росія у світлі культурних взаємин» Петро Голубенко подає список тих фізично ліквідованих письменників першого покоління, дати смерті яких (що безпосередньо чи посередньо була наслідком терору) на кінець 1980-х були більш-менш встановлені:
1. Василь Бобинський (1898—1938),
2. Василь Бойко (1892—1938),
3. Дмитро Бузько (1892—1938),
4. Кость Буревій (1888—1934),
5. Петро Ванченко (1897—1937),
6. Микола Вороний (1871—1942),
7. Олесь Досвітній (1891—1942),
8. Михайло Драй-Хмара (1889—1939) ,
9. Михайло Дубовик (1900—1941),
10. Юрій Жилко (1898—1938),
11. Дмитро Загул (1890 — кінець 1930-х),
12. Микола Зеров (1890—1937),
13. Юхим Зозуля (1891—1941),
14. Михайло Івченко (1890—1939),
15. Мирослав Ірчан (1897—1937),
16. Михайло Йогансен (1895—1937),
17. Аркадій Казка (1890—1933),
18. Володимир Коряк (1889—1939),
19. Григорій Косинка (1899—1934),
20. Агатангел Кримський (1876—1942),
21. Микола Куліш (1892—1942),
22. Олександр Лан (Коршак) (1897—1937),
23. Максим Лебідь (1889—1939),
24. Петро Лісовий-Свашенко (1892—1937),
25. Яків Мамонтов (1888—1940),
26. Іван Микитенко(1897—1937),
27. Андрій Панів (1899 — кінець 1930-х),
28. Анатолій Патяк (1898—1938),
29. Сергій Пилипенко (1891—1933, за іншими відомостями — 1943),
30. Микола Плевако (1890—1941),
31. Євген Плужник (1898—1936),
32. Валеріан Поліщук (1897—1942),
33. Сергій Роснянський (1899—1942),
34. Яків Савченко (1890—1938),
35. Володимир Свідзінський (1885—1941),
36. Михайль Семенко (1892—1938),
37. Олекса Слісаренко (1891—1934),
38. Олександр Соколовський (1896 — середина 1930-х),
39. Мирослава Сопілка (1897 — кінець 1930-х)[2],
40. Людмила Старицька-Черняхівська (1868—1941),
41. Дмитро Фальківський (1898—1934),
42. Микола Хвильовий (1893—1933),
43. Гнат Хоткевич (1876—1942),
44. Микола Чернявський (1876—1937),
45. Василь Чечвянський (1888—1933),
46. Сергій Чмельов (1896—1941),
47. Григорій Чупринка (1879—1921),
48. Юліан Шпол (1895—1934),
49. Володимир Ярошенко (1898—1937).

Дати загибелі письменників — майже виключно доба постишевсько-єжовського терору (1933—1938) і роки війни (1941—1943). Петро Голубенко зазначає: 
| Щодо останніх, воєнних, років… Не залишає сумніву одне, що частини їх, від яких влада не бачила для себе жодної користі, позбулися убивством ще під час евакуації (В. Свідзінський, Л. Старицька-Черняхівська, А. Кримський). Решта, що їх смерть припадає на 1941—1943 роки, загинули, мабуть, від погіршення режиму в концтаборах; їх можливо, виморювали голодом або й дострілювали виснажених, щоб не витрачати на непрацездатних зайвих харчів. |
Велика кількість письменників була чи то розстріляна, чи пішла в ув’язнення і на заслання, і з того часу про них не було жодної чутки. Зі стовідсотковою певністю можна сказати, що всі вони загинули. Ось теж далеко не повний їх список (в дужках дати народження):
1. Василь Атаманюк (1897),
2. Степан Бен (Бендюженко) (1900),
3. Микола Горбань (1899),
4. Дмитро Грудина (1898),
5. Сергій Єфремов (1876),
6. Пилип Капельгородський (1882),
7. Мелетій Кічура (1881),
8. Михайло Козоріс (1882),
9. Кость Котко (1896),
10. Григорій Майфет,
11. Михайло Могилянський (1873),
12. Андрій Ніковський (1885),
13. Клим Поліщук (1891),
14. Андрій Річицький,
15. Павло Филипович (1891),
16. Микола Філянський (1873),
17. Андрій Хвиля (1898),
18. Самійло Щупак,
19. Володимир Юринець (1891).

## Друге покоління (народжені в 20 столітті)
До другого покоління, у загибелі яких немає сумніву, Петро Голубенко відносить:
1. Василь Басок (1902–1940)
2. Микола Булатович (1909–1939),
3. Олекса Влизько (1908–1934),
4. Микола Дукин (1905–1943),
5. Григорій Епік (1901–1942),
6. Іван Кириленко (1902–1942),
7. Борис Коваленко (1903–1938),
8. Марко Кожушний (1904–1942)
9. Григорій Косяченко (1903–1932),
10. Іван Крушельницький (1904–1934)
11. Дмитро Надіїн (1907–1942),
12. Панько Педа (1907–1937),
13. Валеріан Підмогильний (1901–1942)
14. Петро Радченко (1902–1942),
15. Григорій Саченко (1905–1939),
16. Іван Семиволос (1909–1943),
17. Микола Скуба (1907–1938),
18. Олександр Сорока (1901–1941),
19. Дмитро Чепурний (1908 — кінець 1930-х),
20. Ґео Шкурупій (1903–1943),
21. Михайло Шульга-Шульженко (1901–1935)

Замовклі
До замовклих належать:
1. розстріляні, про акт убивства яких нема певних відомостей;
2. заслані, що з них частина померла на засланні, покінчила самогубством, а хтось міг і повернутися з заслання;
3. ті, що в умовах сталінського терору перестали писати.

Із списків укладених Богданом Кравцівим Петро Голубенко вибрав лише тих, чиї дати народження йому вдалося встановити:
1. Марат Андрущенко (1910),
2. Зіновій Біленко (1909),
3. Сава Божко (1901),
4. Іван Бойко (1908),
5. Марко Вороний (1904),
6. Василь Вражливий (1903),
7. Петро Голота (1902),
8. Дмитро Гордієнко (1901),
9. Олесь Громів (1902),
10. Петро Грубник (1908),
11. Юхим Зоря (1902),
12. Федір Кириченко (1908),
13. Іван Ковтун (1906),
14. Гаїна Коваленко (1905),
15. Степан Ковганюк (1902),
16. Грицько Коляда (1904),
17. Анатоль Крижаний (1905),
18. Володимир Кузьмич (1904),
19. Василь Нефелін (1907),
20. Веніамін Різниченко (1901),
21. Сергій Роговик (1905),
22. Омелян Розумієнко (1905),
23. Олександр Рохович (1908),
24. Маргарита Сенгалевич (1901),
25. Василь Сокіл (1905),
26. Яків Солодченко (1902),
27. Кіндрат Сторчак (1906),
28. Дмитро Тась (Могилянський) (1901),
29. Василь Худяк (1903).